# William H. Crain

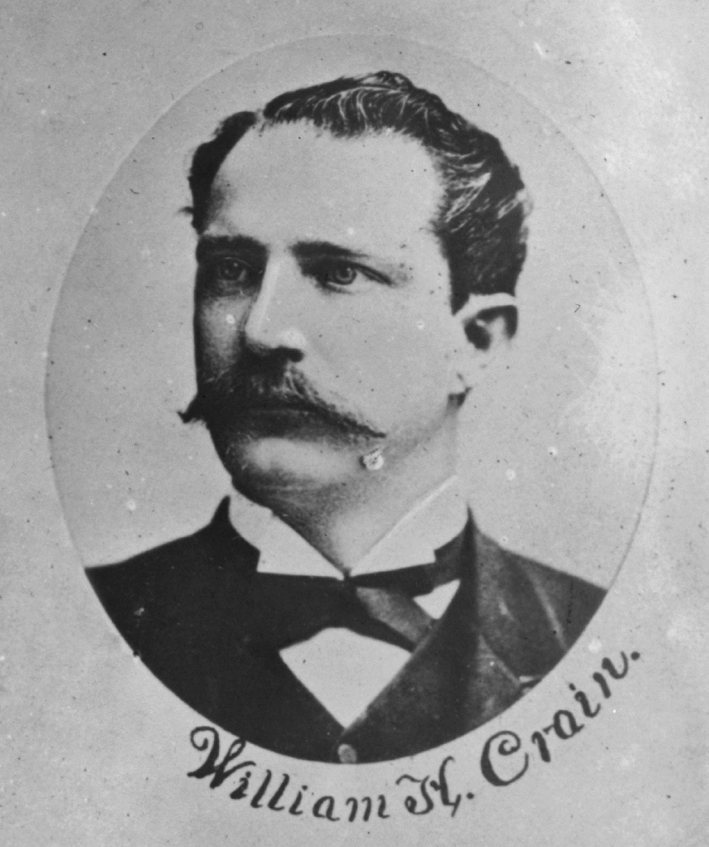
William H. Crain

William Henry Crain (* 25. November 1848 in Galveston, Texas; † 10. Februar 1896 in Washington, D.C.) war ein US-amerikanischer Politiker. Zwischen 1885 und 1896 vertrat er den Bundesstaat Texas im US-Repräsentantenhaus.

## Werdegang
William Crain besuchte bis 1867 verschiedene Schulen in New York City. Danach kehrte er nach Texas zurück, wo er zwei Jahre lang auf einer Ranch arbeitete; anschließend war er als Lehrer tätig. Nach einem Jurastudium und seiner 1871 erfolgten Zulassung als Rechtsanwalt begann er in Indianola in diesem Beruf zu arbeiten. Gleichzeitig schlug er als Mitglied der Demokratischen Partei eine politische Laufbahn ein. In den Jahren 1876 bis 1878 gehörte Crain dem Senat von Texas an. Von 1872 bis 1876 war er Staatsanwalt im 23. Gerichtsbezirk von Texas.
Bei den Kongresswahlen des Jahres 1884 wurde Crain im siebten Wahlbezirk von Texas in das US-Repräsentantenhaus in Washington gewählt, wo er am 4. März 1885 die Nachfolge von Thomas P. Ochiltree antrat. Nach fünf Wiederwahlen konnte er bis zu seinem Tod am 10. Februar 1896 im Kongress verbleiben. Seit 1893 vertrat er dort als Nachfolger von Samuel W. T. Lanham den elften Distrikt seines Staates.